# Latin house
La latin house è uno stile di musica house e musica latino-americana.
Nata lungo la seconda metà degli anni ottanta, e definita "una versione riaggiornata della musica latino-americana decontestualizzata e adattata alla musica da ballo elettronica", la latin house adopera campionamenti di musica proveniente da varie etnie sudamericane (Brasile, Cuba, Caraibi ecc...) quali il mambo e il merengue, e ritmi di 4/4.
I suoi esponenti includono Bellini, DJ Memê, Fulanito, e Illegales.